# Haedo (Argentinië)
Haedo is een plaats in het Argentijnse bestuurlijke gebied Morón in de provincie Buenos Aires. De plaats telt 38.068 inwoners.

## Geboren
- Mauro Zárate (1987), voetballer

## Galerij

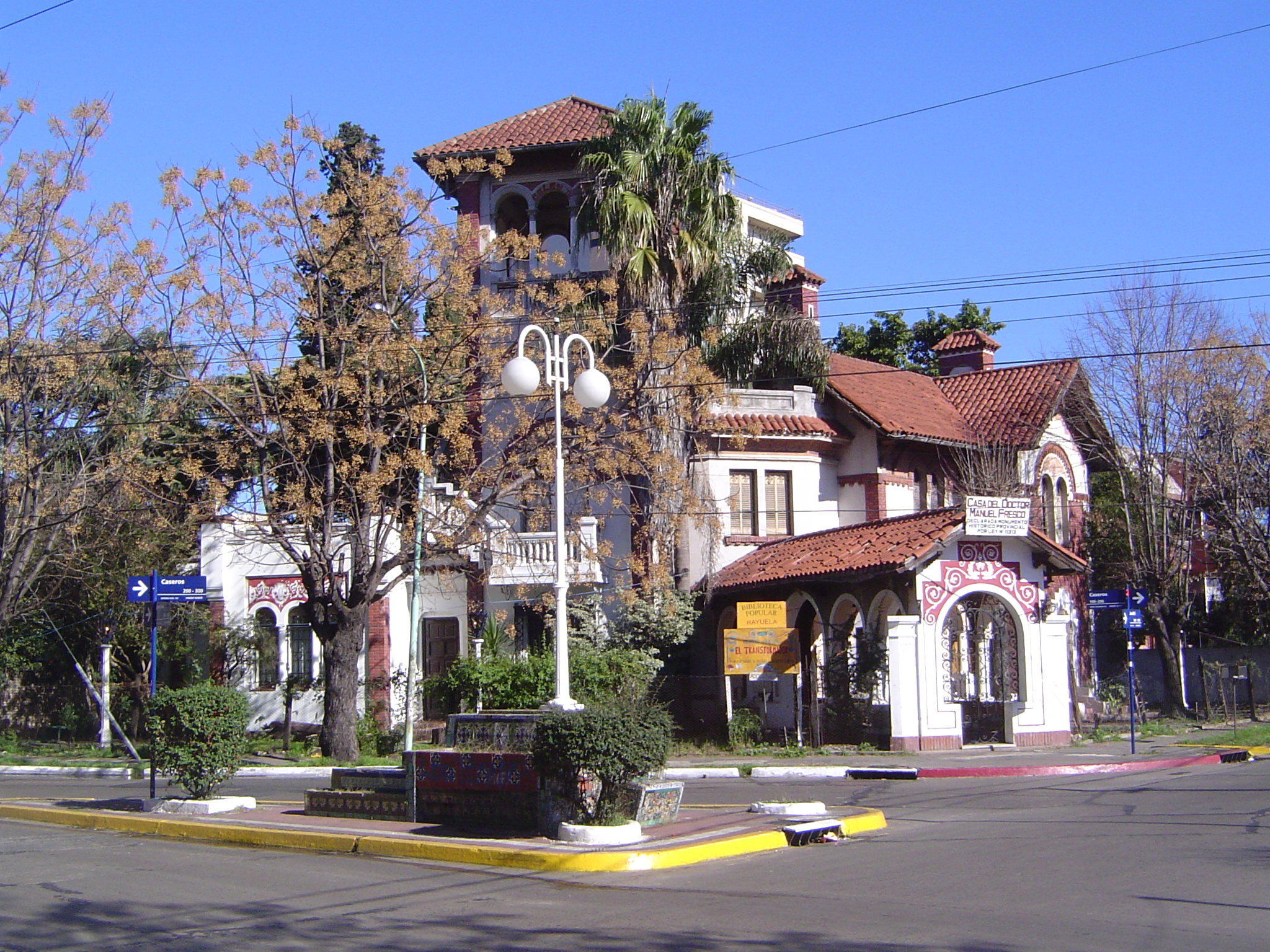
Huis van Manuel Fresco
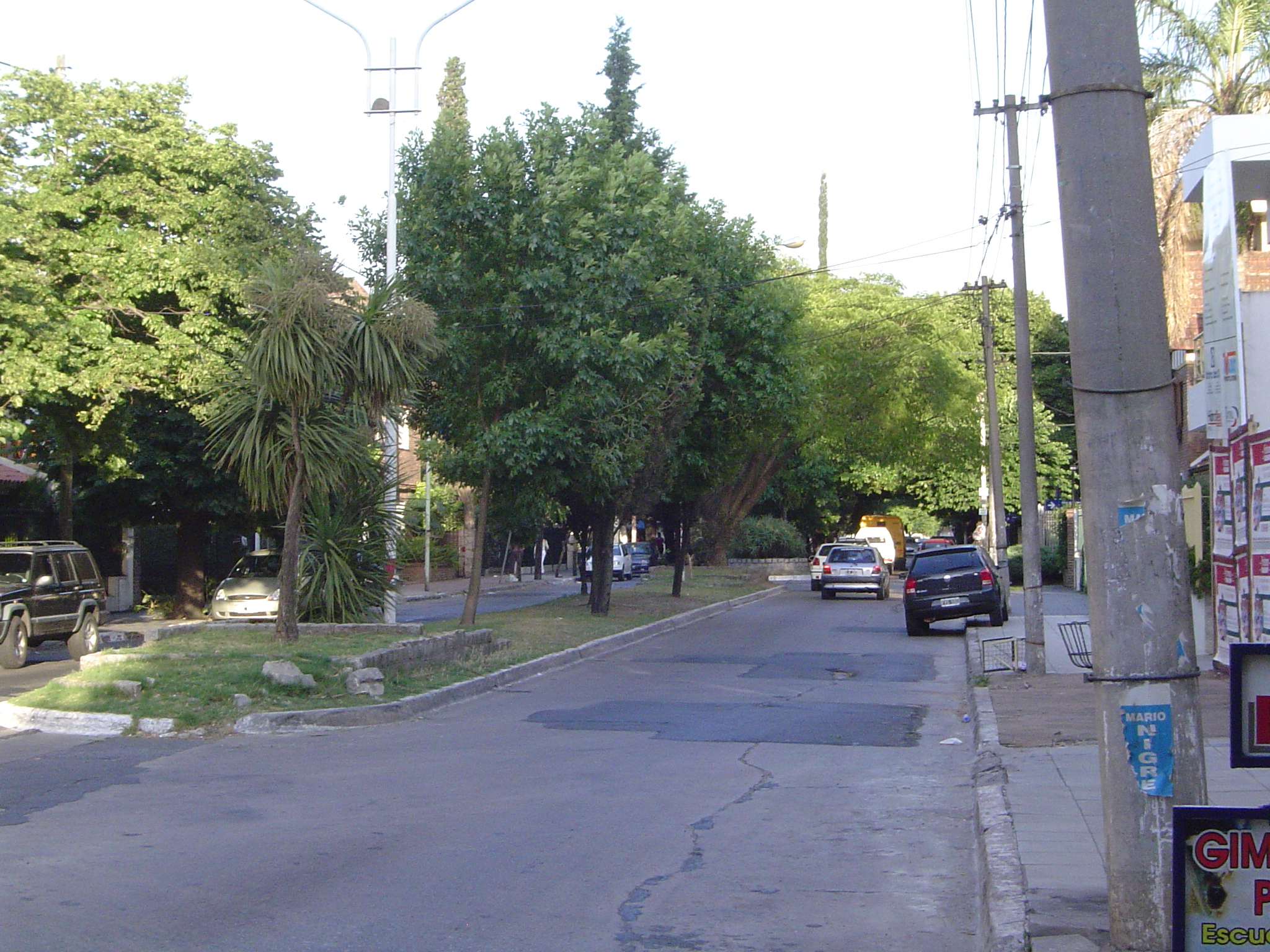
Boulevard Vignes
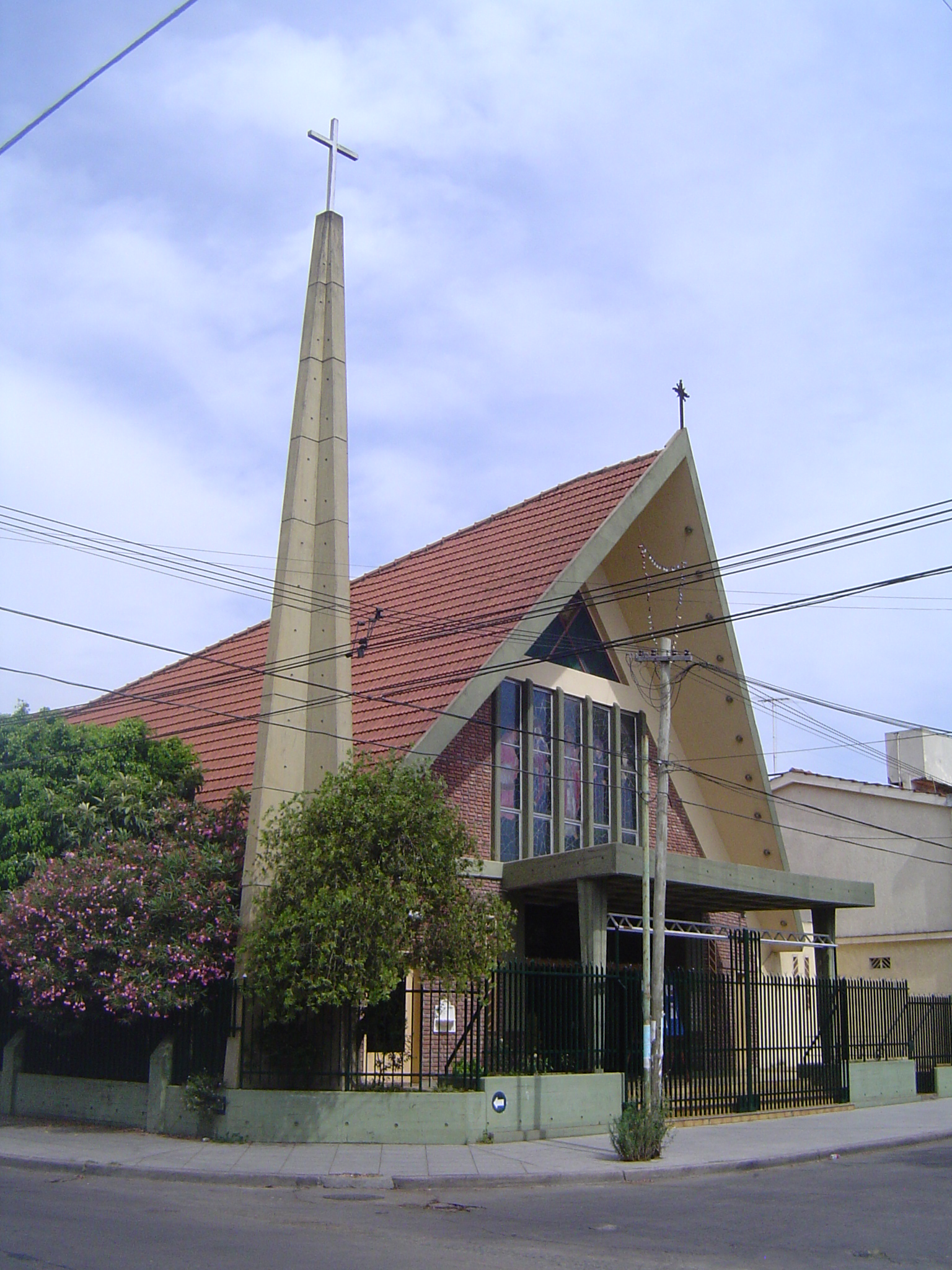
Kerk van San Carlos Borromeo